# Lil Durk
Durk Derrick Banks (n. 19 octombrie 1992, Chicago, Illinois, SUA), cunoscut profesional ca Lil Durk, este un rapper, cântăreț și compozitor american.